# اچ‌دی ۱۵۶۰۹۱
اچ‌دی ۱۵۶۰۹۱ یک ستاره است که در صورت فلکی آتشدان قرار دارد.